# Хайруллина, Асия Хасановна
Асия Хасановна Хайруллина (тат. Асия Хәсән кызы Хәйруллина; 15 июля 1921, Ясашно-Барышево, Бикеевская волость, Тетюшский кантон, Автономная Татарская ССР, РСФСР – 4 ноября 2004, Казань, Республика Татарстан, Российская Федерация) — советская и российская актриса татарского театра, театральный педагог. Заслуженный деятель искусств Республики Татарстан (1992). Заслуженный артист Татарской АССР (1970). Лауреат Республиканской премии имени Габдуллы Тукая (1958).

## Биография
Асия Хасановна Хайруллина родилась 15 июля 1921 года в селе Ясашно-Барышево Бикеевской волости Тетюшского кантона Автономной Татарской ССР.
Стала в самый разгар голода пятым ребёнком в семье зажиточного крестьянина, у которого в общей сложности было семеро детей. Детство провела в посёлке Кзыл-Байрак Теньковской волости Свияжского кантона, куда отец перевёз семью в 1927 году из опасений раскулачивания и ссылки, сдав перед этим дом и всё имущество советским властям. Несколько лет также жила в Казани на воспитании богатого дяди Закира, там же окончила начальную школу. После преждевременной смерти отца вернулась в Кзыл-Байрак, восьмилетнюю школу окончила в соседней деревне Берек.
В школьные годы играла в любительских спектаклях, заинтересовалась театром, играла на мандолине, увлеклась чтением стихов. Так как в Казани не было театральных вузов, поступила в педагогическое училище в Спасске, по окончании которого была принята туда учительницей. После начала Великой Отечественной войны, ухода старших братьев и сестры на фронт, с целью помочь матери устроилась учительницей в начальную школу деревни Нариман, где была единственным педагогом и фактически исполняла обязанности директора. В 1942 году поступила на заочное отделение Казанского педагогического института.
Приехав сдавать сессию в Казань, в 1944 году увидела объявление о наборе в Государственный институт театрального искусства имени А. В. Луначарского и выдержала экзамен перед комиссией из Москвы, поступив в татарскую студию. Занималась у О. И. Пыжовой, М. П. Чистякова, Б. М. Седого, Б. В. Бибикова, И. П. Козляниновой, освоила систему Станиславского. Училась хорошо, сразу показала себя талантливой актрисой, в частности, получала повышенную сталинскую стипендию. В 1949 году окончила училище с присвоением высшей категории как актриса драматического театра. Вернувшись в Казань, поступила в Казанский театр юного зрителя со своей группой, игравшей в основном в дипломных спектаклях. Однако, вскоре татарская труппа была расформирована и в 1950 году после строгого отбора Хайруллина перевелась в Татарский государственный академический театр имени Г. Камала. В 1958 году стала первой женщиной лауреатом Республиканской премии имени Г. Тукая, которую получила за роль Рокыи в спектакле «Без ветрил».
Одновременно, с 1962 года преподавала сценическую речь в Казанском театральном училище, а в 1970—1976 годах — в Казанском институте культуры. Постепенно вошла в конфликт с руководством театра, его директором, не приемлела лицемерия и зависти, бытовавшей в актёрской среде, будучи принципиальным и стремящимся к справедливости человеком. В 1971 году ушла из театра после 22 лет нахождения в труппе, окончательно перейдя на педагогическую работу. Разработав методику преподавания сценической речи, стала автором соответствующих методических пособий и учебников, таких как «Тел күрке — сүз» («Красота языка — слово», 1978), «Дөрес сөйләргә өйрәнегез» («Учитесь говорить правильно», 1992). За годы работы обучила множество актёров, работающих во всех татарских театрах Татарстана, будущих режиссёров, преподавателей вузов, теле- и радиодикторов, артистов эстрады.
Асия Хасановна Хайруллина скончалась 4 ноября 2004 года в Казани в возрасте 83 лет после тяжёлой болезни. Похоронена на Ново-Татарском кладбище (главная аллея, левая сторона, 36 участок).

## Репертуар
Садри («Галиябану» М. Файзи), Минниахмат («Минникамал»), Галима («Песня жизни» М. Амира), Рокыя («Без ветрил» К. Тинчурина), Нурсана («Первая любовь»), Гузель («Добро пожаловать»), Бибиасма («Где же ты?» Х. Вахита), Екатерина («Молодые сердца» Ф. Бурнаша), Идель («Зифа»), Сахиля («Ходжа Насретдин»), Магри («Миркай и Айсылу» Н. Исанбета), Унганбике («Похищение девушки» М. Карима), Зулькагида («Смелые девушки» Т. Гиззата).

## Награды
- Республиканская премия имени Габдуллы Тукая (1958 год, третья премия) — за роль Рокыи в спектакле «Җилкәнсезләр» («Без ветрил») по пьесе К. Тинчурина на сцене Татарского академического театра[19][20].
- Почётное звание «Заслуженный артист Татарской АССР» (1970 год)[4][8].
- Почётное звание «Заслуженный деятель искусств Республики Татарстан» (1992 год)[13][17].

## Личная жизнь
Муж — Халит Латфуллович Кумысников (1926—2008), театровед, встретились во время учёбы в ГИТИСе, поженились в 1949 году в Москве. Две дочери — Джамиля (р. 1950, театровед) и Наиля (р. 1958, художник).

## Память
В 2012 году в свет вышла книга «Ничек тиз узасың син, гомер…» («Как быстро ты проходишь, жизнь…») с воспоминаниями об Асие Хайруллиной. В 2021 году к столетию актрисы в её честь открылась выставка «Мастер сцены Асия Хайруллина. Девушка из Кзыл Байрака» в центральной библиотеке Верхнеуслонского района. В том же году в Ясашно-Барышево её именем был назван клуб, где также открылся персональный музей с личными вещами актрисы.